# 楊承祚
杨承祚（?—?），中国五代十国时后晋驸马，石敬瑭的女婿，杨光远的儿子。

## 生平
938年四月十四日，石敬瑭任命杨承祚为左威卫将军，940年三月，将长安公主许配他为妻。941年二月，长安公主去世。石敬瑭把三百匹马借给平卢节度使杨光远，943年，景延广用晋出帝诏命向他索取，杨光远认为朝廷怀疑他。暗中召唤时任单州刺史的杨承祚，十一月廿四日，杨承祚声称母亲有病，夜间打开城门奔向青州。十二月初十，后晋朝廷调徙杨承祚为登州刺史，用来顺应他行事方便。944年，成德节度使杜重威派幕僚曹光裔去见杨光远，杨光远让曹光裔转奏朝廷，杨承祚逃归青州，是因母亲有病。既蒙朝廷施恩原谅，我家合族都感谢朝廷的恩惠。最后，杨光远还是起兵背叛后晋。十二月，李守贞围攻青州，城中粮尽。契丹援兵不来，杨光远的儿子杨承勋、杨承祚、杨承信劝父亲投降，杨光远不答应，十二月十九日，杨承勋杀了劝杨光远造反的节度判官丘涛等人，劫持他父亲，开城接进官军。闰十二月初五，李守贞进入青州，杀死杨光远。闰十二月十八日，起用杨承勋为汝州防御使。杨承祚后事不详。